# Komarevo, Vrața
Komarevo (în bulgară Комарево) este un sat în comuna Beala Slatina, regiunea Vrața,  Bulgaria. 

## Demografie
Componența etnică a satului Komarevo
     Romi (4,76%)
     Bulgari (92,64%)
     Nicio identificare (2,59%)
     Altele (0%)
La recensământul din 2011, populația satului Komarevo era de 231 locuitori. Din punct de vedere etnic, majoritatea locuitorilor (92,64%) erau bulgari, cu o minoritate de romi (4,76%). Pentru 2,59% din locuitori nu este cunoscută apartenența etnică.